# التحقیق فی کلمات القرآن الکریم
التحقیق فی کلمات الکریم کتابی از سید حسن مصطفوی است که در سال ۱۳۶۰ منتشر و در مراسم کتاب سال جمهوری اسلامی ایران به‌عنوان کتاب برگزیده معرفی شد.